# Dendryphantes strenuus
Dendryphantes strenuus là một loài nhện trong họ Salticidae.
Loài này thuộc chi Dendryphantes. Dendryphantes strenuus được Carl Ludwig Koch miêu tả năm 1846.